# ピアサ

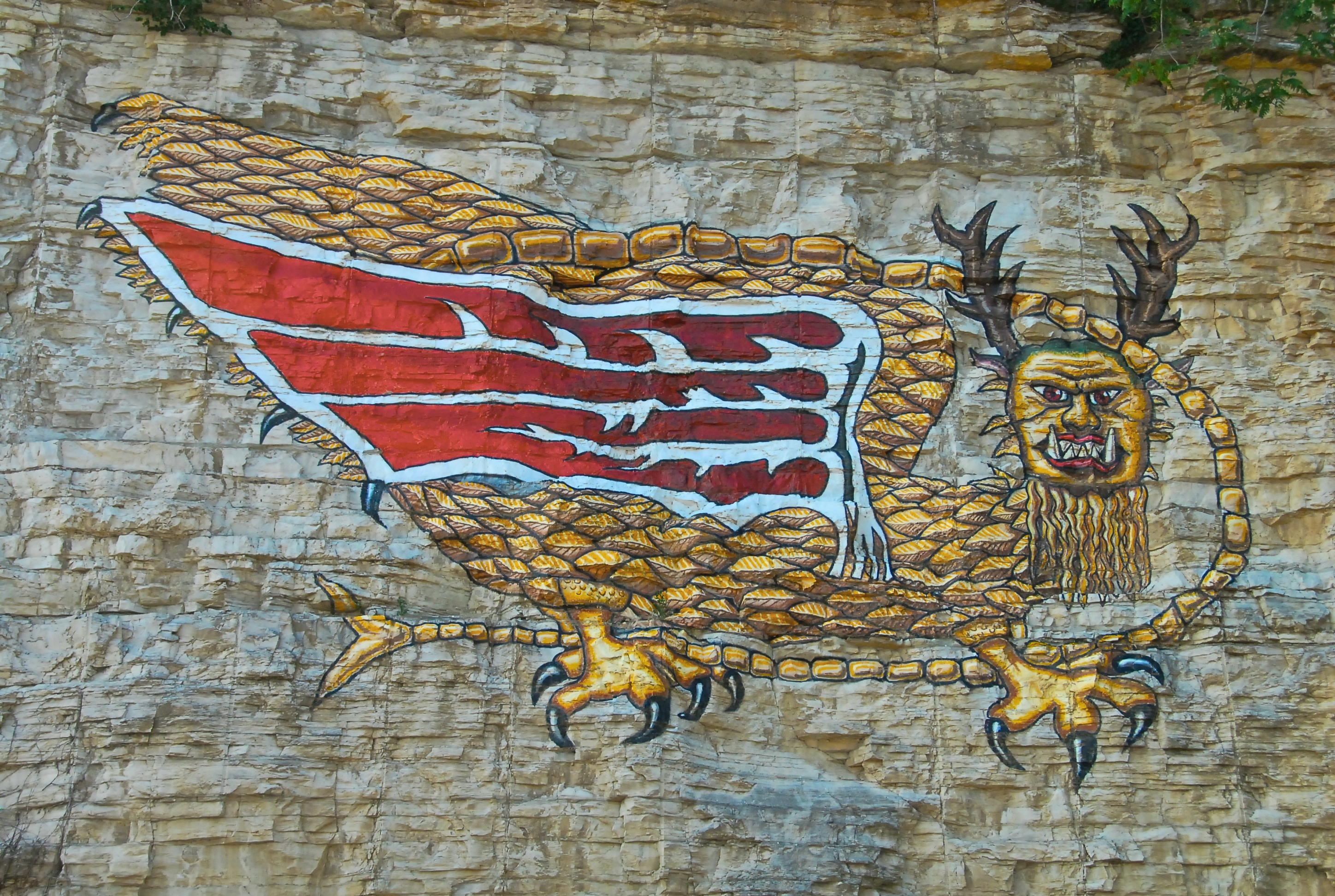
ピアサ

ピアサ（Piasa）とは北米イリニ族（イリノイ州）に伝わるドラゴンまたは怪鳥である。ミシシッピ川一帯に伝承が残っている

## 解説
ピアサは、その体と4本の脚は鱗で覆われ、背には大きな翼を生やし、全身は赤、黒、緑の三色に彩られた姿であるという。また、頭部の角は鹿の角に似た形状であるという。
イリニ族の言い伝えによれば、ピアサは肉食ではあったが人間を襲うことはなかった。しかしイリニ族と他部族との間に争いが起こり、戦死者の死体をピアサが食べた。ピアサは人肉に味をしめてしまい、以後、イリニ族の人々を襲っては喰らう怪物となってしまった。イリニ族はピアサを退治すべく、勇敢な戦士マサトガを囮にしてピアサが地上に降りるように仕向けた上で大勢の戦士達が集団で攻撃して倒したという。
1673年、イエズス会のジャック・マルケット神父は、ミシシッピ川を探検中に、川岸の高い崖の壁面にピアサの姿が彫られているのを発見した。この時に同行していた原住民の案内人が神父に、イリニ族に伝わるピアサの伝承を話したことから、この怪物の存在は広く知られるようになった。しかしこの壁画は、1856年頃に、崖の側で石切り作業が行われた際に岩の表面が崩れたことで失われたという。
また、S・S・ヴァン・ダインの「ドラゴン殺人事件」でピアサやアマンゼモクドム等々の竜の怪物の存在が事件全体を怪しいものに引き立てていることから、ピアサがアメリカンの間では恐怖の対象であったことがうかがえる。

## ピアサパーク
ピアサパークは住所はイリノイ州アルトン（Alton）、62002番に存在する。ピアサパークにて復元された壁画も見ることができる。